# Ménage à trois

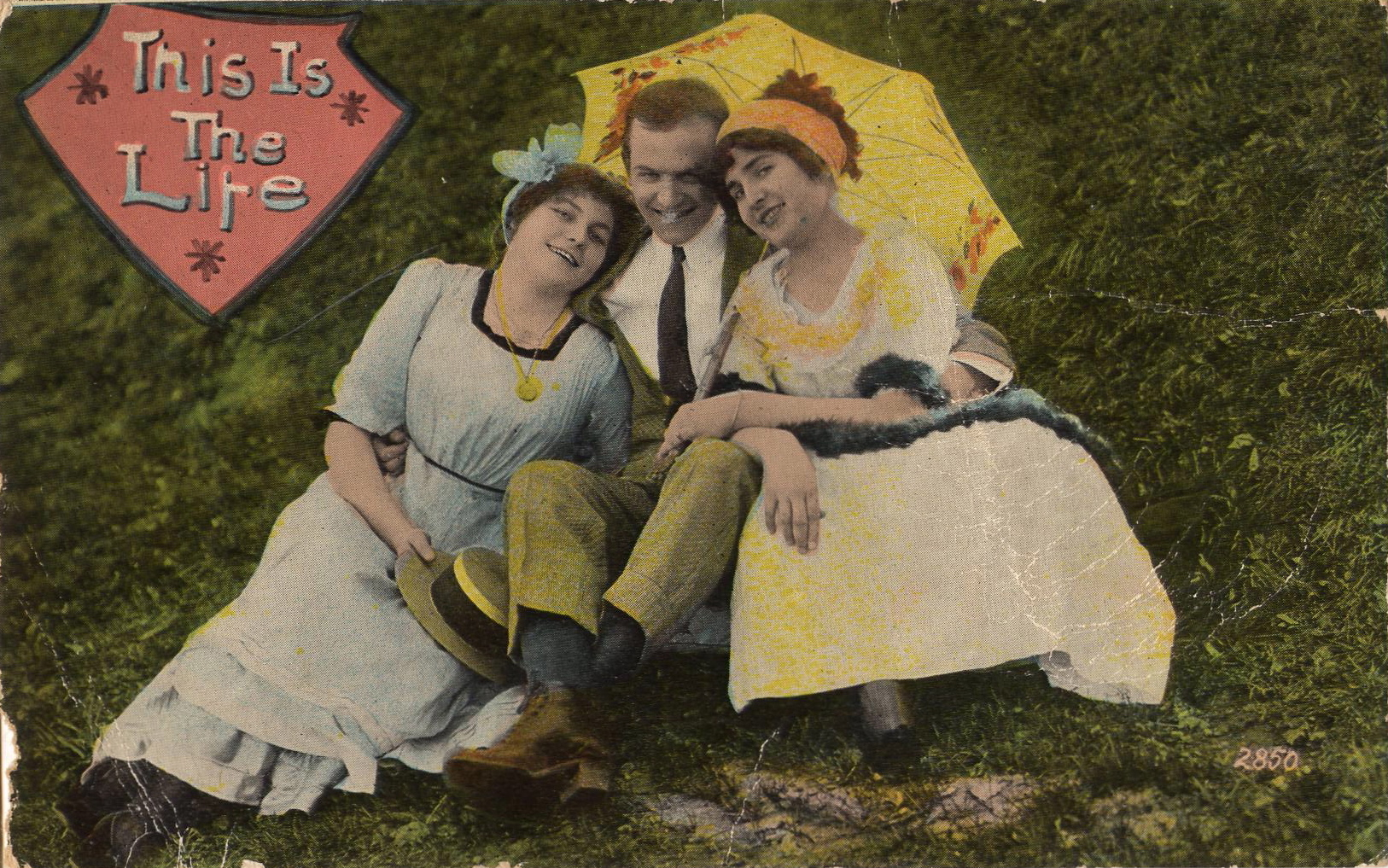
«Esto es vida». Tarjeta postal de 1910

Un ménage à trois (pronunciación en francés: /menaʒ ɑ'tʀwa/), popularizado en español como trieja, es un término que describe un acuerdo doméstico de tres personas para mantener relaciones sexuales y formar un hogar. El sintagma se traduce literalmente como «hogar de tres».
La expresión ménage à trois adquiere diversos significados dependiendo del contexto. Normalmente, se lo puede considerar como un triángulo doméstico o como un triángulo matrimonial. También es posible verlo como una situación o arreglo en el que una pareja casada (o dos amantes) y una tercera persona, que es amante de un miembro de la pareja, viven juntos. Puede ser igualmente una forma de cohabitación poliamorosa en la que cada uno de los miembros está románticamente involucrado con los otros dos.
Este extranjerismo no aparece en el Diccionario de la lengua española, pero su uso se recoge en el Diccionario del español actual para referirse a una «comunidad sexual constituida por tres personas», o bien para referirse a un trío sexual.

## Etimología
El término ménage à trois es un préstamo lingüístico del francés. Ménage proviene del francés antiguo manage que significa «casa, hogar, vivienda familiar» (siglo XII), del latín vulgar mansionaticum, que traduce «hogar, lo que pertenece a una casa», a su vez del latín mansionem, «vivienda o mansión»,  de donde proviene «menaje» en español.
La frase ménage à trois (lit. «hogar de tres»), en el sentido en que se usa en este artículo, aparece registrada por primera vez alrededor de 1841 en francés como título de una ópera cómica, Mina, ou, Le Ménage à Trois de François Antoine Eugène Planard. El término se adoptó a otros idiomas, particularmente al inglés, como préstamo lingüístico. El primer uso del que queda registro de ménage à trois en inglés, data de 1853.

## Ejemplos

### Ejemplos históricos
- Georgiana Cavendish, Guillermo Cavendish, duque de Devonshire y Elizabeth «Bess» Foster tuvieron un ménage à trois durante varios años.[9]
- La intelectual alemana Dorothea von Rodde-Schlözer, su esposo Matthäus Rodde y el filósofo francés Charles de Villers desde 1794 hasta la muerte de su marido en 1810.[10]
- John Russell (vizconde de Amberley), su esposa Katharine Russell (padres de Bertrand Russell) y el biólogo Douglas Spalding.[11][12]
- Jean-Paul Sartre y Simone de Beauvoir practicaron un patrón en el que Beauvoir seducía a sus alumnas y luego se las pasaba a Sartre.[13][14][15][16] Olga Kosakiewicz, Bianca Lamblin[17] y Natalie Sorokin acusaron a la pareja de producirles daño psicológico con esta práctica.[13]
- Erwin Schrödinger vivió en un ménage à trois con su esposa Annemarie (Anny) Bertel y Hilde March (que era esposa de un colega austriaco de Schrödinger).[18]
- Gala Dalí tuvo un ménage à trois durante tres años con primer su esposo Paul Éluard y el alemán Max Ernst.[19]
- La relación entre Ezra Pound, su esposa Dorothy Shakespear, y la amante de aquel Olga Rudge, puede caracterizarse también como un ménage à trois.[20][21]
- Edith Craig vivió en un ménage à trois con la dramaturga Christabel Marshall y la artista Clare 'Tony' Atwood desde 1916 hasta su muerte.[22][23]
- William Moulton Marston, creador de la Mujer Maravilla y su esposa Elizabeth Holloway Marston vivieron en un  ménage à trois con Olive Byrne.[24]

### Ejemplos en la ficción

#### Literatura
- Las ilusiones perdidas, novela de Honoré de Balzac (1837), menciona un ménage à trois en su primera parte (Les Deux poètes; lit. Los dos poetas) que incluye al conde de Sénonches (Jacques), su esposa (Zéphirine) y el señor de Hautoy (Francis) en una recepción en Angulema. Balzac describe que Francis había abandonado su trabajo diplomático para irse a vivir con Zéphirine y escribe sobre ellos: «La Angulema noble, la Angulema administrativa, la Angulema burguesa habían glosado minuciosamente la perfecta unidad de este matrimonio de tres personas [ménage en trois personnes], pero a la larga este misterio de trinidad conyugal pareció tan raro y hermoso, que el señor de Hautoy hubiese parecido prodigiosamente inmoral si hubiese hablado de casarse».[25]
- Jules et Jim de Henri-Pierre Roché (1953), novela semiautobiográfica, posteriormente adaptada al cine, que narra la historia de una relación duradera y compleja entre dos amigos íntimos, Jules y Jim, y Catherine, la mujer de espíritu libre a quien ambos aman. Su vínculo evoluciona hacia un ménage à trois durante un período significativo.[26]

#### Cine
- Una mujer para dos (1933). Película estadounidense de Ernst Lubitsch. Trata sobre una mujer que no puede decidir entre dos hombres que la aman, y el trío acuerda intentar vivir juntos en una relación amistosa platónica.[27]
- La mamá y la puta (1973). Película francesa de Jean Eustache, un examen de las relaciones entre tres personajes de un triángulo amoroso en el que los tres protagonistas comparten la misma cama.[28]
- Soñadores (2003) de Bernardo Bertolucci (inspirada en la novela The Holy Innocents de Gilbert Adair) está centrada en la relación amorosa-sexual entre dos hermanos franceses, Isabelle y Thèo, y un joven estudiante estadounidense, Matthew.[29]
- El sexo de los ángeles (2011). Película española de Xavier Villaverde, que retrata una relación bisexual poliamorosa y un triángulo amoroso entre sus tres protagonistas.[30]
- El profesor Marston y la Mujer Maravilla (2017). Película estadounidense de Angela Robinson que narra una perspectiva ficticia sobre la relación sentimental antes mencionada entre William Moulton Marston, su esposa Elizabeth Holloway Marston y Olive Byrne.[31]